# Warvillers
Warvillers – miejscowość i gmina we Francji, w regionie Hauts-de-France, w departamencie Somma.
Według danych na rok 1990 gminę zamieszkiwało 86 osób, a gęstość zaludnienia wynosiła 21 osób/km² (wśród 2293 gmin Pikardii Warvillers plasuje się na 911. miejscu pod względem liczby ludności, natomiast pod względem powierzchni na miejscu 959.).